# Interliga (ragbi) 2007./08.
Interliga je ragbijaško ligaško natjecanje najboljih klubova iz središnje/jugoistočne Europe. 

## Natjecateljski sustav
Igra se po liga-sustavu. Bodovanje je: 4 boda za pobjedu, 2 za neriješeno, a 0 za poraz. Pobijedi li se protivnika s 4 ili više od 4 postignutih polaganja, dobiva se dodatni bod; za poraz sa 7 ili manje poena, dobiva se dodatni bod.
Rezultati iz hrvatskog prvenstva 2007./08. važe i kao rezultati za ovu ligu.

## Sudionici
Sudionici Interlige za sezonu 2007/08. su:
- Zagreb
- Mladost iz Zagreba
- Nada iz Splita
- Makarska rivijera iz Makarske
- Ljubljana
- Olimpija iz Ljubljane

## Rezultati
Rezultati iz nacionalnih prvenstava se prenose u ovu ligu.
- 1. kolo

15. rujna

Ljubljana - Nada 9:28

Olimpija - Zagreb 8:36

3. studenoga

Makarska rivijera - Mladost 89:3 (45:3)
- 2. kolo

22. rujna

Nada – Makarska rivijera 19:16 (7:10)

Zagreb – Mladost 

3. studenoga

Olimpija - Ljubljana 10:41
- 3. kolo:

29. rujna

Ljubljana – Zagreb

Mladost – Nada 

1. ožujka

Makarska rivijera – Olimpija 43:7 (36:0)

- 4. kolo:

6. listopada

Zagreb – Nada 17:21

Olimpija – Mladost

Ljubljana – Makarska rivijera
- 5. kolo:

13. listopada

Makarska rivijera – Zagreb 10:28 (5:11)

Mladost – Ljubljana

Nada – Olimpija 27:10 (19:0)
Vodi "Nada" s 23 boda (3 bonus boda), "Ljubljana" ima 18 (2 bonus boda), "Zagreb" ima 17 (5), "Makarska rivijera" ima 6 (2), "Olimpija" ima 4, Mladost ima 1(1).
- 6. kolo:

15. ožujka 2008.

Mladost - Makarska rivijera 14:14 (0:14)

Zagreb – Olimpija 57:10 (40:3)

Nada – Ljubljana 19:10  (7:10)
Vodi "Nada" s 27 bodova (3 bonus boda), "Zagreb" ima 22 (6), "Ljubljana" ima 18 (2 bonus boda), "Makarska rivijera" ima 11 (3), "Olimpija" ima 4, Mladost ima 3(1).
- 7. kolo:

22. ožujka 2008.

Mladost - Zagreb 7:17 (0:10)

Makarska rivijera - Nada 0:37 (0:24)

Ljubljana - Olimpija 22:0
Vodi "Nada" s 32 boda (4 bonus boda), "Zagreb" ima 26 (6), "Ljubljana" ima 22 (2 bonus boda), "Makarska rivijera" ima 11 (3), Mladost ima 5(1), "Olimpija" ima 4.
- 8. kolo:

29. ožujka 2008.

Zagreb - Ljubljana 15:18 (5:12)

Nada - Mladost 105:0

"Nadi" je za osvajanje naslova prvaka Interlige potrebna pobjeda nad Zagrebom u predzadnjem kolu (u zadnjem kolu nastupa u gostima protiv izravnog protivnika, "Ljubljane").
- 9. kolo:

5. travnja 2008.

Nada - Zagreb 34:0 (22:0)

Mladost - Olimpija 17:20 (7:15)

Makarska rivijera - Ljubljana 5:52 (0:33)
Prvak je "Nada" s 42 boda (6 bonus bodova), "Ljubljana" ima 32 (4 bonus boda), "Zagreb" ima 27 (7), "Makarska rivijera" ima 11 (3), "Olimpija" ima 9 (1), Mladost ima 6(2).
- 10. kolo:

12. travnja 2008.

Olimpija - Nada 3:18

Zagreb - Makarska rivijera 26:12

Ljubljana - Mladost 29:0

## Sastav pobjednika lige
Mislav Milanović, Nikola Vrzić, Luka Popović, Toni Kliškić, Goran Jugović, Ivanko Lončar, Marin Bubrić, Vedran Antić, Mate Borozan, Ante Dadić, Tonći Buzov, Duje Grubišić, Špiro Matić, Ivo Kelez, Marin Tvrdić, Ivan Vugdelija, Luka Horvatić, Ivan Rešetar, Duje Piplović, Tomislav Tomić-Ferić, Damir Draganić, Darko Muslim, Ivan Šafradin, Saša Sekovanec, Tomislav Burazin, Goran Čulić, Nikola Denić, Mario Dragičević, Jakov Jerčić, Ante Olujić, Davor Perišić, Ivan Rubelj, Boško Sablić, Saša Sljepčević, Ante Blažević-Bandov (kapetan), Pave Budimir, Ante Macan, Ivan Vuković, Dino Grizelj. 

Trener: Denis Puljiz. Pomoćni trener: Vlado Ursić

## Konačna ljestvica
Konačni poredak na koncu natjecanja je bio idući:
1. Nada Split
2. Ljubljana
3. Zagreb
4. Olimpija Ljubljana
5. Makarska rivijera
6. Mladost Zagreb

Prvak Interlige za sezonu 2007/08. je splitska "Nada".

## Vanjske poveznice
- Slobodna Dalmacija  Arhivirana inačica izvorne stranice od 9. travnja 2008. (Wayback Machine) Protivnici splitskih ragbijaša već godinama nemaju 'Nade'
- rugby-encyclopedie.com